# کوشچیشه
کوشچیشه (به لهستانی:  Kościesze) یک روستا در لهستان است که در گمینا شویرچه واقع شده‌است.